# Средняя Комоэ
Средняя Комоэ (Муайен-Комоэ; фр. Moyen-Comoé) — область до 2011 года на востоке Кот-д’Ивуара.
- Административный центр — город Абенгуру.
- Площадь — 6 921 км², население — 561 853 человека (2010 год).

## География
На юго-востоке граничит с областью Вородугу, на юге с областью Лагюн, на юго-западе с областью Агнеби, на северо-западе с областью Нзи-Комоэ, на севере с областью Занзан, на востоке с Ганой.

## Административное деление
Область делилась на 3 департамента:
- Агнибилекру
- Абенгуру
- Бетие (с 2008 г)